# БарРокКо
«БарРокКо» — український музичний фестиваль, що вперше відбувся 2007 року в місті Бар на Вінниччині.
Фестиваль створений силами місцевих музикантів у 2007 році, але в наступні роки не проводився. Через 10 років після створення фестивалю, громадська організація «АКТИВ.БАР» відродила фестиваль і планує займатися його проведенням щорічно.
Назва заходу пояснюється так: «БарРокКо — це місто Бар, Рок і Компанія, зібрані в одному місці».

## Цінності фестивалю
- якісний український сучасний рок;
- зв’язок з традиціями класичної музики;
- увага до місцевої історичної минувшини;
- популяризація неформального мистецтва;
- змістовне дозвілля молоді.

## Історія фестивалю

### 2007
Перший фестиваль відбувся у суботу 8 вересня на міському стадіоні «Колос». Вхід на фестиваль був безкоштовним. У фестивалі взяли участь 11 гуртів: Чеширський Пес (Вінниця), AnafaZZa (Вінниця), Так Треба (Івано-Франківськ), Pulse (Київ), Ф.О.Г. (Бар), Ренесанс (Ірпінь), Sмарагда (Київ), вітаБревіс (Бар), Істок (Одеса), Берег Бонанзи (Полтава), Н.Три.

### 2008
БарРокКо-2008 був у планах організаторів, але через брак фінансування захід так і не відбувся.

### 2017
Цього року фестиваль відбувся 9 вересня на майдані Святого Миколая. Фестиваль знову був безкоштовним для відвідування. На сцені фестивалю виступили 8 гуртів. Серед них KRICHUSS (Київ), Decorum (Калинівка, Вінницька область), Sova (Старокостянтинів), Штучне Дихання (Хмельницький), Ярра (Бориспіль), V.O.L.T. (Бар), M12 (Гайсин). Хедлайнером заходу був гурт Epolets.

### 2018

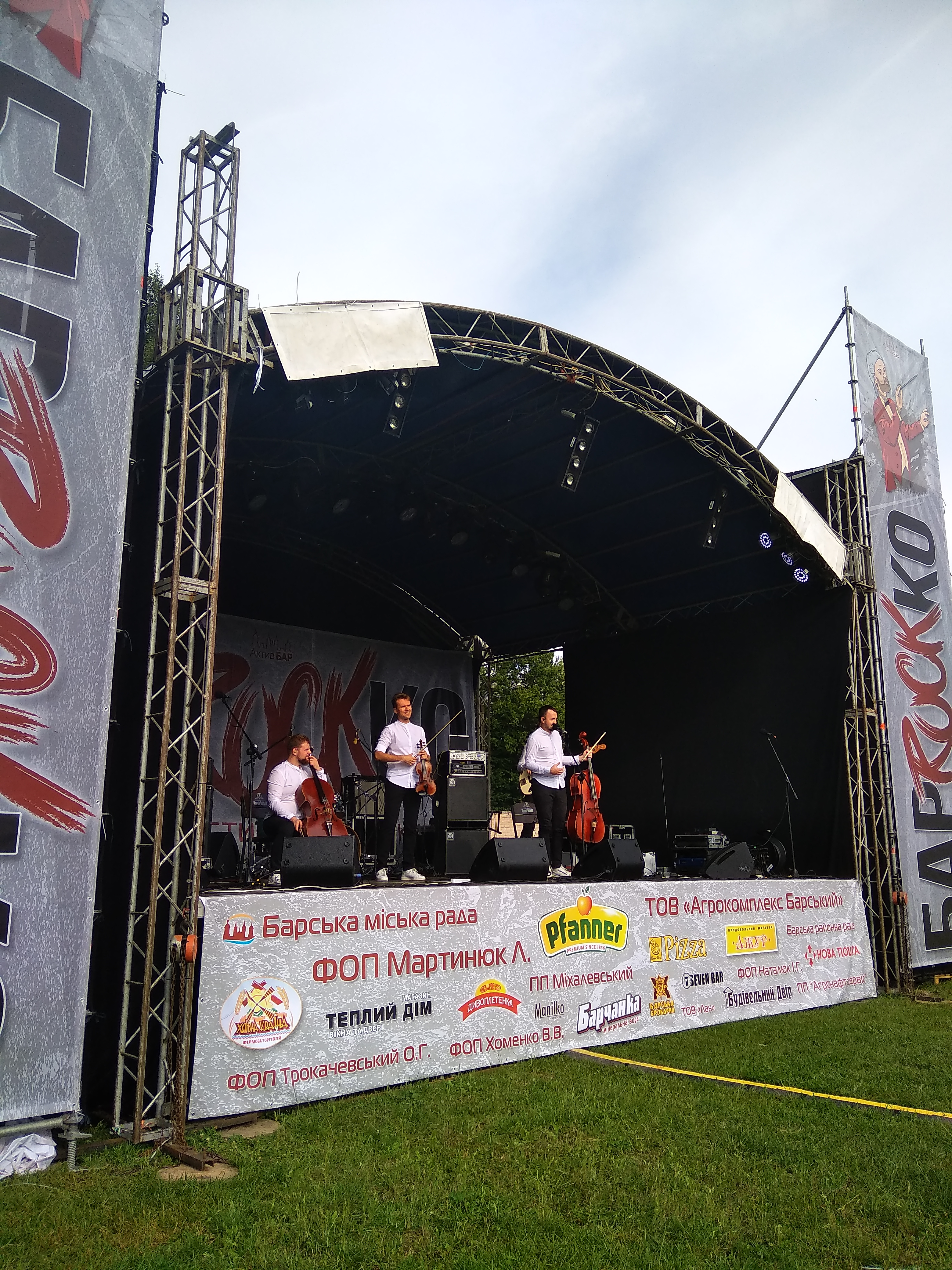
Гурт "ROCKOKO"

Дата проведення фестивалю — 28 липня. Вхід на фестиваль став частково платним.
Фестиваль проводився на двох сценах. Сцена, яку назвали зеленою, розташовувалася в парку поблизу руїн фортеці XVI століття та була доступна для відвідування всім. Головна сцена розташовувалася на стадіоні «Колос». Вхід до неї був платним.
Учасники зеленої сцени: The КУМ, Поророка та Zwyntar. Головна сцена: ROCKOKO (Львів), Respect Your Mom, Аудиторія 238, MniShek (Київ), Ярра, Роллік'с та Карна.
На зеленій сцені фестивалю

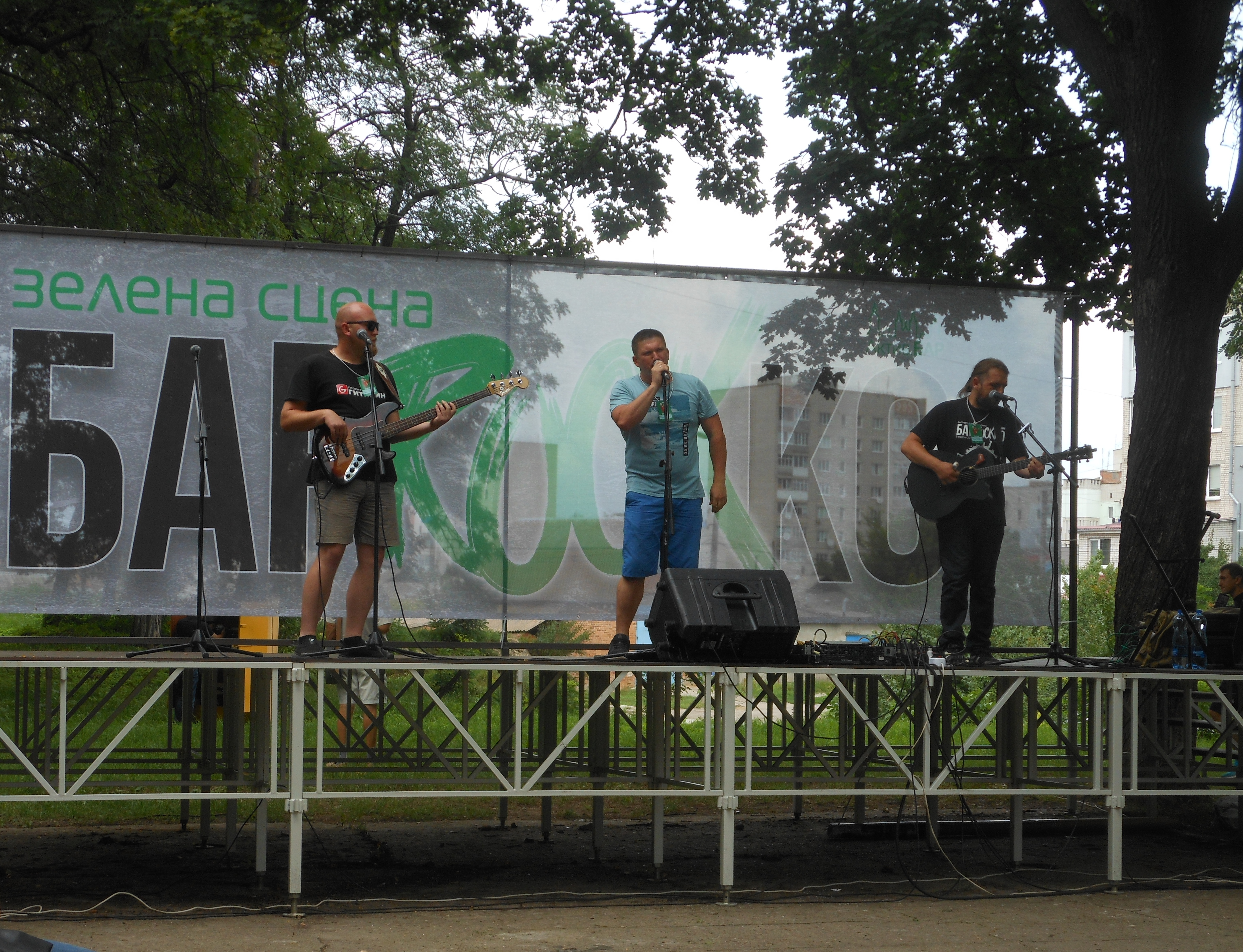
Гурт The КУМ
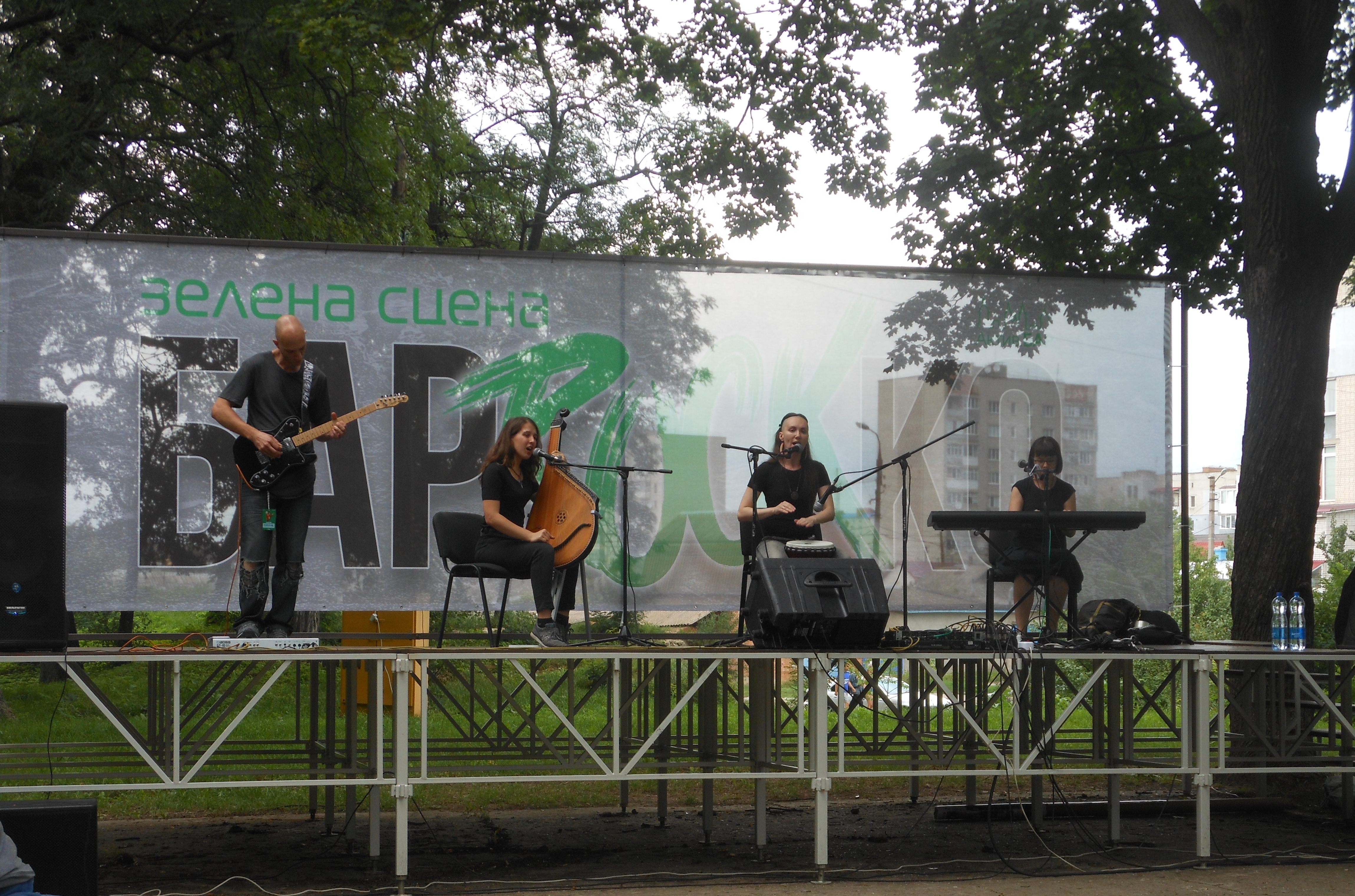
Гурт Поророка
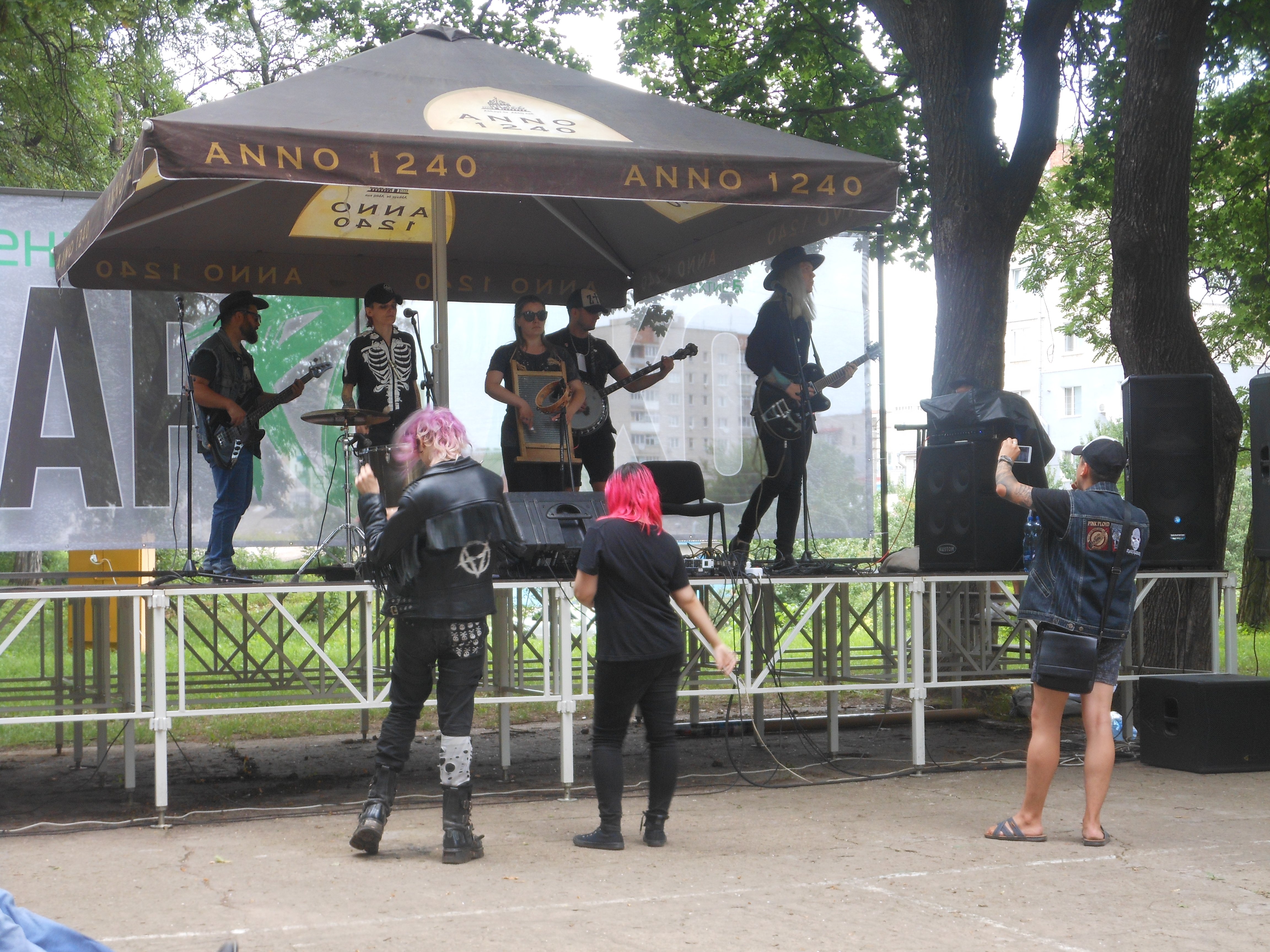
Гурт Zwyntar

На головній сцені фестивалю
- Гурт "ROCKOKO"

### 2019
Дата проведення фестивалю — 19-20 липня.
Символом фестивалю БарРокКо-2019 стала засновниця міста Бар польська королева Бона Сфорца.
Фестиваль БарРокКо’-2019 став партнером проекту Muscreators_Music_Ring («музичний ринг») та презентує одному з фіналістів можливість виступу на сцені фестивалю.
Головна сцена фестивалю: Хмарно з проясненням, Auditoria, FRANCO, Bad Pit, Чумацький Шлях.

### 2020
Фестиваль скасовано у зв'язку з пандемією.

### 2021
Дата проведення фестивалю — 4 вересня.
Символом фестивалю БарРокКо-21 став автор наукових праць «Барське староство» та «Історія України-Руси» Михайло Грушевський.
Учасники фестивалю: WENTSEAT, Omana, TOLOKA, Stanza, The Unsleeping.
Локація фестивалю - центральна площа міста. Вхід вільний.

## Про фестиваль в інтернеті
http://www.dailymetal.com.ua/u-bari-vidbuvsya-festyval-barrokko/ [Архівовано 1 серпня 2018 у Wayback Machine.] (2018 р.)
https://vinbazar.com/news/kultura-i-sport/5-muzichnih-festivaliv-vinnichchini-na-yaki-shche-mojna-vstignuti?fb_comment_id=1688574427930925_1688633327925035 [Архівовано 30 січня 2019 у Wayback Machine.] (2018)
https://web.archive.org/web/20180801221144/https://vezha.vn.ua/vid-roku-do-klasyky-u-bari-vidbuvsya-festyval-barrokko-fotoreportazh/ (2018 р.)
http://www.dailymetal.com.ua/festyval-barrokko-zapustyv-kraudfandyngovyj-proekt/ [Архівовано 30 січня 2019 у Wayback Machine.]
https://vinbazar.com/news/kultura-i-sport/dlya-rok-festivalyu-na-vinnichchini-zbirayut-groshi-cherez-spilnokosht-video [Архівовано 30 січня 2019 у Wayback Machine.]